# Gerhard Robbers

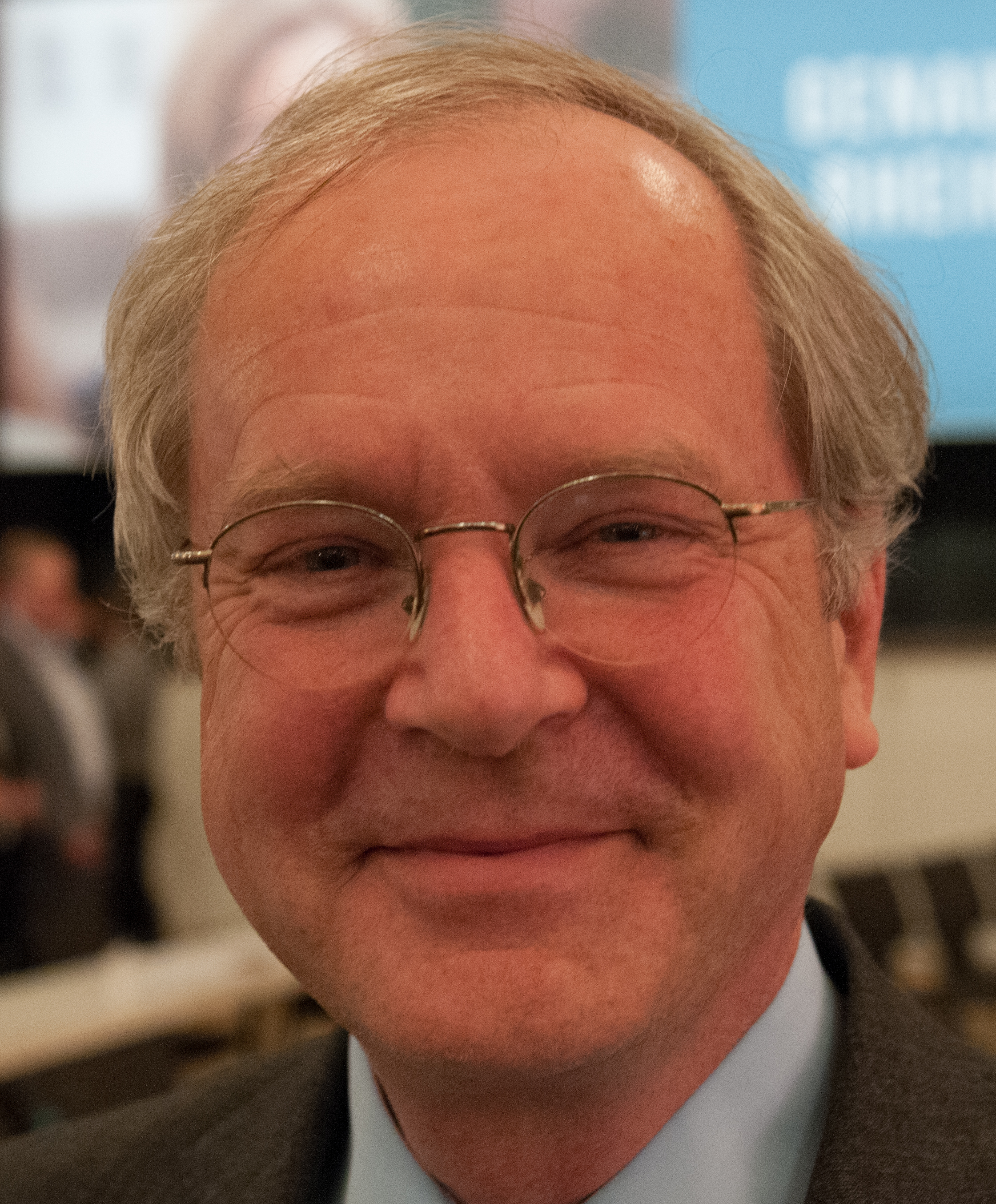
Gerhard Robbers, 2016

Gerhard Robbers (* 17. November 1950 in Bonn) ist ein deutscher Jurist. Er ist Professor für Öffentliches Recht, Kirchenrecht, Staatsphilosophie und Verfassungsgeschichte an der Universität Trier und war vom 12. November 2014 bis 18. Mai 2016 Justizminister des Landes Rheinland-Pfalz.

## Leben
Im Alter von 16 Jahren erhielt Robbers ein Stipendium der Studienstiftung des deutschen Volkes zum Besuch des internationalen Oberstufeninternats Atlantic College in Wales. 1969 erlangte er zusammen mit Schülern aus achtzig Ländern dort seine Hochschulreife. Danach studierte Robbers Rechtswissenschaft an der Albert-Ludwigs-Universität Freiburg und wurde dort 1979 mit einer Arbeit zum Thema Gerechtigkeit als Rechtsprinzip promoviert. Von 1982 bis 1984 war er wissenschaftlicher Mitarbeiter am Bundesverfassungsgericht. 1986 habilitierte er sich in Freiburg mit der Schrift „Sicherheit als Menschenrecht“. Er war zunächst Lehrstuhlvertreter an den Universitäten in Saarbrücken, Göttingen und München.
1988 nahm er einen Ruf auf die Professur für Öffentliches Recht an der Ruprecht-Karls-Universität Heidelberg an. 1989 wechselte er an die Universität Trier. Gerhard Robbers leitete dort das Institut für Europäisches Verfassungsrecht und war geschäftsführender Vorstand des Instituts für Rechtspolitik an der Universität Trier. Von 1997 bis 2008 war er nebenamtlicher Richter am Oberverwaltungsgericht Rheinland-Pfalz und von 2008 bis 2014 am Verfassungsgerichtshof Rheinland-Pfalz. In verschiedenen Verfahren war Robbers Prozessvertreter der Bundesregierung vor dem Bundesverfassungsgericht.
Seit dem 12. November 2014 war Robbers Nachfolger von Jochen Hartloff als rheinland-pfälzischer Minister der Justiz und für Verbraucherschutz im Kabinett von Malu Dreyer. Mit Bildung der SPD-FDP-Grüne-Koalition am 18. Mai 2016 schied er aus der Landesregierung aus. Sein Nachfolger wurde Herbert Mertin.
Gerhard Robbers ist Vorsitzender der Unabhängigen Aufarbeitungskommission im Bistum Trier. Im Missbrauchsskandal um Edmund Dillinger hat er am 4. April 2023 die Entgegennahme von belastenden Fotos abgelehnt und Steffen Dillinger, den Neffen des verstorbenen, darauf hingewiesen, dass sich der Erbe durch Besitz der Fotos strafbar machen könne. Ebenso habe er ihm nahegelegt, die Fotos aus dem Besitz seines Onkels zu verbrennen. Für Steffen Dillinger sind diese Fotos jedoch wichtige Beweise, dank derer Aussagen der Opfer belegt werden könnten.
Robbers ist Mitglied der Vereinigung der Deutschen Staatsrechtslehrer und der Vereinigung für Verfassungsgeschichte. Er war von 2007 bis 2013 Mitglied des Präsidiumsvorstandes des Deutschen Evangelischen Kirchentages und war der Präsident des 34. Deutschen Evangelischen Kirchentages 2013 in Hamburg.
Robbers war einer der Direktoren des Instituts für Evangelisches Kirchenrecht, einem An-Institut der Universität Potsdam.
Robbers ist verheiratet, hat vier Kinder und lebt mit seiner Familie in Trier.

## Schriften (Auswahl)
Als Autor:
- Verfassungsprozessuale Probleme in der öffentlich-rechtlichen Arbeit. Beck, München 1996; 2. Auflage 2005, ISBN 3-406-53498-8.
- Einführung in das deutsche Recht. Nomos, Baden-Baden 1994; 5. Auflage 2012, ISBN 978-3-8329-7486-2.
- Sicherheit als Menschenrecht. Nomos, Baden-Baden 1987, ISBN 3-7890-1388-9
- Gerechtigkeit als Rechtsprinzip. Nomos, Baden-Baden 1980, ISBN 3-7890-0529-0.

Als Herausgeber:
- State and Church in the European Union. Nomos, Baden-Baden 1996; 2. Auflage 2005, ISBN 3-8329-1311-4.
- Encyclopedia of World Constitutions. 3 Bände. Facts on File, New York 2006, ISBN 0-8160-6078-9.